# Эротический массаж
Эротический массаж — особый вид массажа, применяемый как в качестве прелюдии к половому акту (для расслабления и возбуждения партнёров), так и в профилактических целях при функциональных расстройствах половой сферы. При таком виде массажа чаще всего используют приёмы поглаживания, растирания, разминания и вибрации.

## История
Эротический массаж появился много тысячелетий назад и нашёл отражение в культурах различных народов. Например, некоторые аспекты эротического массажа запечатлены в каменных изваяниях при некоторых храмах в Индии, а также в трактатах целителей Китая. Японцы же, назвавшие этот вид массажа соединением холода и огня, первыми использовали при его выполнении лёд. Однако древние греки считали, что эротический массаж должен проводиться в тепле.
Одним из первых исследователей эротического массажа был Санджам Париндхашивара. Он исследовал памятники эротическому массажу в Индии и в 1926 году написал по своим исследованиям книгу «Источники любви», где достаточно подробно описал популярные в Индии техники такого массажа. Чуть позже он открыл собственную школу эротического массажа, последователи которой вскоре появились и в других странах мира.

## Приёмы и особенности
При эротическом массаже используют те же приёмы, что и при классическом массаже, но более нежно и ласково. При эротическом массаже нередко используют вспомогательные приспособления, например, перья, мех, шарики, бусины, колечки, твёрдые палочки и даже кусочки льда.
Наибольшее время уделяют поглаживаниям, выполняемым подушечками пальцев, фалангами пальцев или ладонью. При этом поглаживания делят на несколько типов:
- прямые;
- зигзагообразные;
- попеременные;
- комбинированные;
- кругообразные;
- гребнеобразные;
- граблеобразные.
- нуру